# تجارة العبيد البندقية
تشير تجارة العبيد البندقية (بالإنجليزية: Venetian slave trade) إلى تجارة العبيد التي كانت تديرها جمهورية البندقية، وخاصةً في العصور الوسطى المبكرة وحتى أواخرها. لعبت تجارة العبيد دورًا مساهمًا في الازدهار المبكر لجمهورية البندقية الناشئة كإمبراطورية تجارية رئيسية في البحر الأبيض المتوسط.
كانت تجارة العبيد الفينيسية مقسمة إلى عدة طرق تجارية منفصلة. بالنسبة لتجارة العبيد في البلقان، اعتمد التجار الفينيسيون على شراء أسرى الحروب الوثنيين وبيعهم إلى جنوب أوروبا أو إلى الشرق الأوسط عبر الجزر الإيجية. أما بالنسبة لتجارة العبيد في البحر الأسود لاحقًا، فقد أنشأ الفينيسيون مستعمرات في شبه جزيرة القرم واشتروا عبيدًا من ديانات مختلفة لبيعهم إلى جنوب أوروبا عبر جزيرة كريت وجزر البليار، أو إلى الشرق الأوسط مباشرةً عبر البحر الأسود. واجه الفينيسيون منافسة في تجارة العبيد من جمهورية جنوة.
تم إغلاق كلا الطريقين التجاريين أمام البندقية بسبب الغزوات التي قادتها الدولة العثمانية في القرن الخامس عشر، إذ تم دمجها مع تجارة العبيد العثمانية. وقد أدى ذلك إلى إغلاق طرق استيراد العبيد القديمة إلى أوروبا، ما ساهم في تطور تجارة العبيد عبر المحيط الأطلسي لتوفير العمالة لمستعمرات أوروبا في الأمريكتين.

## الخلفية
خلال العصور الوسطى، تشكلت مناطق عبودية غير رسمية على طول الحدود الدينية. فقد حظر كل من المسيحيين والمسلمين استعباد أتباع دينهم، لكنهم أجازوا استعباد من غير دينهم.
تم تنظيم تجارة العبيد على أساس المبادئ الدينية، فلم يقم المسيحيين باستعباد المسيحيين الآخرين، وبدورهم لم يقم المسلمين باستعباد مسلمين آخرين، إلا أن كلاهما قد سمح باستعباد الأشخاص الذين يعتبرونهم هراطقة. ما سمح للمسيحيين الكاثوليك باستعباد المسيحيين الأرثوذكس، والمسلمين السنة باستعباد المسلمين الشيعة.
ظل سوق العبيد قائمًا في أوروبا خلال العصور الوسطى المبكرة، لكنه بدأ بالتلاشي تدريجيًا لصالح نظام القنانة. ومع ذلك، كان هناك سوق كبير للعبيد في الشرق الأوسط الإسلامي، حيث كان يُشار إلى العبيد الأوروبيين في العالم الإسلامي «بالصقالبة». كانت جمهورية البندقية واحدة من أوائل الموردين لعبيد الصقالبة إلى العالم الإسلامي. بحلول القرن التاسع، تمتعت جمهورية البندقية بازدهار كبير نتيجة تجارة العبيد مع العالم الإسلامي.
انتهت العبودية في أوروبا الغربية بعد القرن الثاني عشر، لكن الطلب على العمالة بعد انتشار وباء الموت الأسود أدى إلى إحياء العبودية في جنوب أوروبا، خاصةً في إيطاليا وإسبانيا، وزيادة الطلب على الأسرى للعمل كعبيد في سلطنة المماليك.